# Asthenargus bracianus
Asthenargus bracianus är en spindelart som beskrevs av Miller 1938. Asthenargus bracianus ingår i släktet Asthenargus och familjen täckvävarspindlar. Inga underarter finns listade.